# Cătun

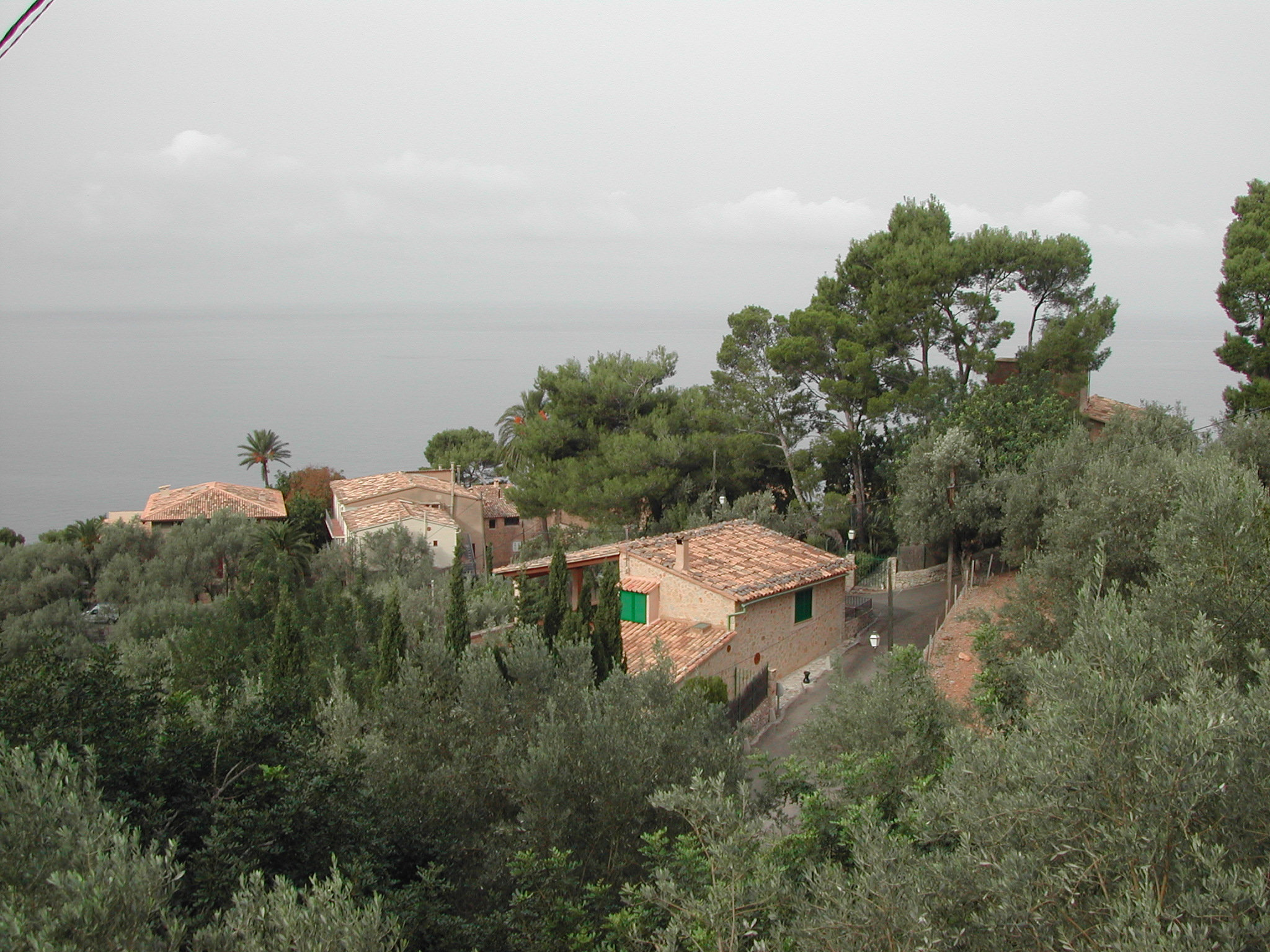
Cătunul Llucalcari în Insulele Baleare

Un cătun este o așezare rurală permanentă mai mică decât un sat, cu puțini locuitori, care nu este o unitate administrativă în sine.

## Etimologie
Este un cuvânt comun tuturor limbilor balcanice: katunt (var. katund(i), kotun) „sat; casă de țară”; limba greacă ϰατοῦνα „cort; tabără de corturi”; limba slavonă katunĭ „tabără”; limba sârbă katun „cătun de ciobani; stână”; limba bulgară katun „colibă”; katunar „cătun”; katunište „tabără de țigani nomazi”; limba romani (țigănească)  katuna „cort”, existând și un omolog katun în limba albaneză.

## Origine
În multe locuri, câte 5-10 gospodării formează un cătun, care primește numele, în general, după cel al familiei matcă (Costești, Sturzești) sau după ocupația de bază a familiei matcă (Văcărești) etc.
În Țara Moților, din Muntii Apuseni, un cătun de 10–15 case, alcătuit din gospodării situate la o anumită depărtare de centrul unei așezări rurale, care utilizează un anumit teritoriu, poartă denumirea de crâng.
Referindu-se la aromâni, Ioan D. Caragiani relatează că: „Cei mai mulți dintre Fârșeroți au fost de totdauna și până astăzi păstori nomazi fără sate sau comune stabile, ci vara își fac satele lor în munți lângă stâne, iar iarna în câmpii, unde se scoboară ca să-și ierneze turmele. Aceste sate provizorii clădite de lemn ei le numesc cătune sau călive”.
Într-un studiu privind toponimia Republicii Moldova, Eremia Anatol notează că o „așezare păstorească”, „cătun”, poartă denumirea de câșlă.
Colonizarea internă în Țara Moldovei în secolele XV–XVI, cu țărani așezați pe pământuri „pustii” sau defrișate, a dus la apariția satelor noi prin așa numitul mecanism al roirii. Din satul originar s-au detașat un grup de indivizi care, stabilindu-se în altă parte a moșiei satului, au dat naștere așa-numitelor cuturi, cătune mici, din care s-au format ulterior alte sate.
În trecut, pe dealurile cu vii ale Gorjului și ale Mehedinților se aflau pimițe, niște construcții de lemn de stejar, destinate să adăpostească vinul și țuica, cu acoperiș piramidal de bârne, învelite cu corzi de viță tăiate, care formau adevărate cătune.